# فرانیو ولادیچ
فرانیو ولادیچ (انگلیسی: Franjo Vladić؛ زادهٔ ۱۹ اکتبر ۱۹۵۰ – درگذشتهٔ ۱۸ ژوئن ۲۰۲۴) بازیکن فوتبال اهل یوگسلاوی بود.
از باشگاه‌هایی که وی در آنها بازی کرده‌است، می‌توان به باشگاه فوتبال پارتیزان، باشگاه فوتبال آ. ا. ک آتن، و باشگاه فوتبال سارایوو اشاره کرد.
وی همچنین در تیم ملی فوتبال یوگسلاوی بازی کرده‌است.
ولادیچ در ۱۸ ژوئن ۲۰۲۴، در سن ۷۳ سالگی، در خانه شخصی خود در موستار درگذشت.